# Franz-Lorenz von Thadden

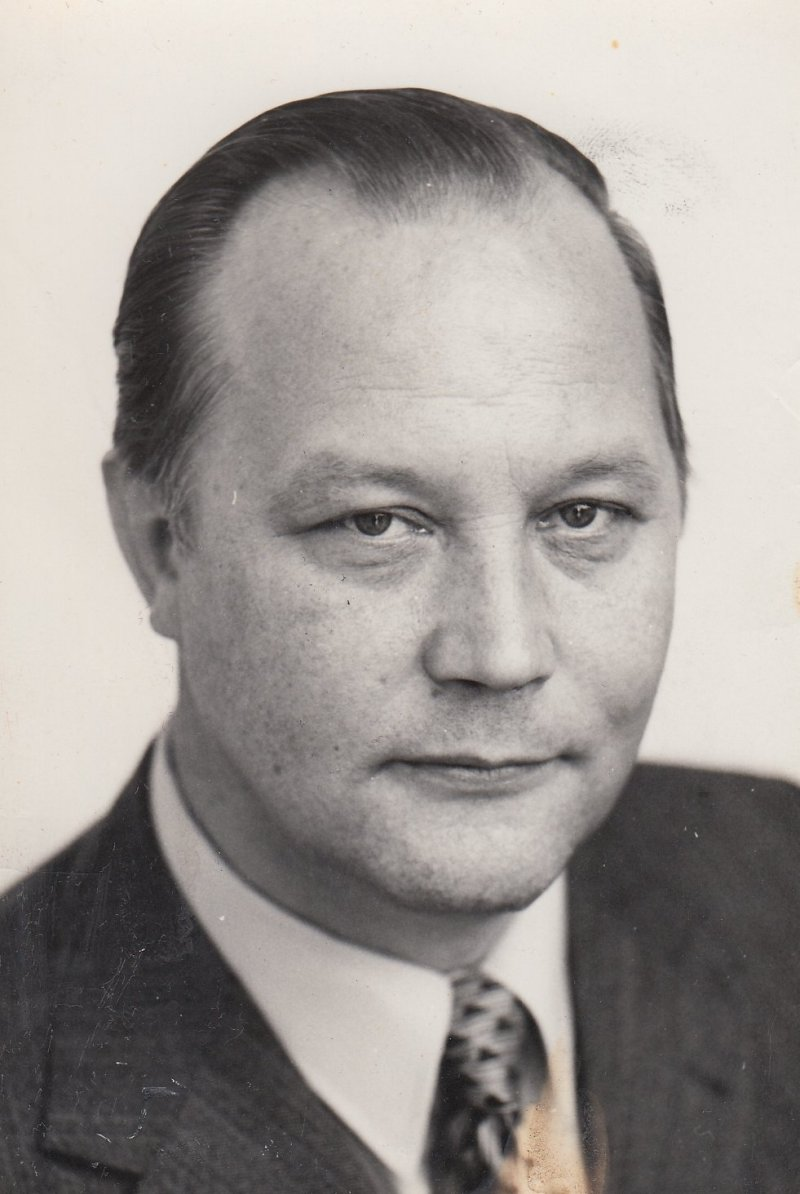
Franz-Lorenz von Thadden

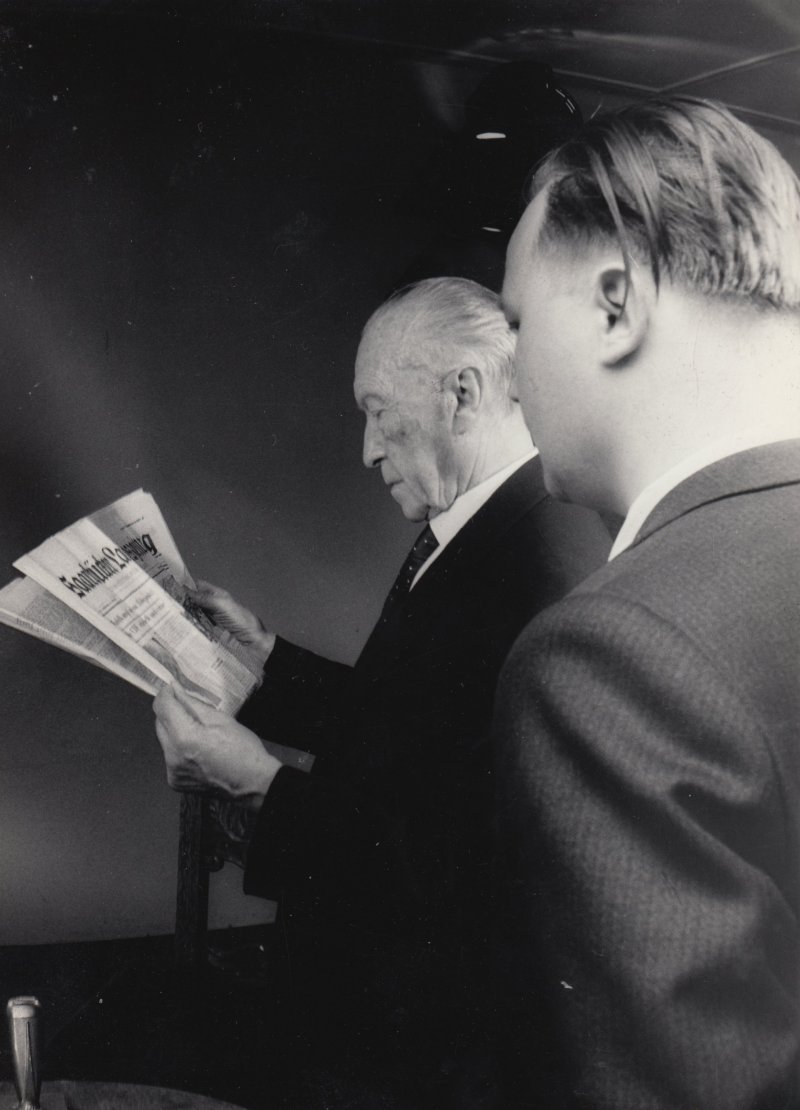
Franz-Lorenz von Thadden mit Bundeskanzler Konrad Adenauer

Franz-Lorenz von Thadden (* 6. Mai 1924 in Vahnerow, Kreis Greifenberg; † 23. April 1979 in Ecuador) war ein deutscher Politiker (CDU).

## Familie
Franz-Lorenz von Thadden entstammte der pommerschen uradligen Familie Thadden. Sein Vater Reinold von Thadden (1891–1976) war Gründer und Ehrenpräsident des Deutschen Evangelischen Kirchentages, seine Mutter Elisabeth von Thadden (1893–1988) war eine geborene Freiin von Thüngen.
Sein Bruder Rudolf von Thadden war Professor für Mittlere und Neuere Geschichte an der Universität Göttingen. Die 1944 von den Nationalsozialisten hingerichtete Widerstandskämpferin Elisabeth von Thadden (1890–1944) war seine Tante.

## Leben
Thadden war Mitglied der CDU. Er gehörte dem Deutschen Bundestag von 1969 bis 1972 an und war über die Landesliste der CDU Saarland ins Parlament eingezogen.
Am 23. April 1979 kam Franz-Lorenz von Thadden bei einem Flugzeugabsturz in Ecuador ums Leben, wo er als Leiter der Caritas-Überseehilfe Entwicklungsprojekte inspizierte.

## Ehe und Nachkommen
Thadden heiratete 1950 Anna-Polixena Gräfin von Mensdorff-Pouilly (1927–2015). Aus der Ehe gingen fünf Kinder hervor: Maria Elisabeth von Thadden (* 1951), Ernst-Dietrich von Thadden (1952–2008), Johannes von Thadden (* 1956), Maria Theresia Freifrau von Fürstenberg geb. von Thadden (* 1961) und Matthias von Thadden (* 1965).